# Hanson
Hanson es un grupo estadounidense de pop, rock e indie rock originario de Tulsa, Oklahoma. Fue formado en los años 1990 por los hermanos Isaac, Taylor y Zac Hanson. Es conocido sobre todo por su éxito "MMMBop" (1997), parte del álbum multiplatino Middle of Nowhere. El grupo abandonó su discográfica (Mercury Records/Island Def Jam) a principios del año 2001 tras una larga disputa, y distribuye ahora sus álbumes bajo su propio sello, 3CG Records.

## Historia

### Primeros años (1992-1996)
Clarke Isaac Hanson (n. 17 de noviembre de 1980), Jordan Taylor Hanson (n. 14 de marzo de 1983) y Zachary Walker Hanson (n. 22 de octubre de 1985) son los tres hijos mayores de la familia Hanson.
Desde muy niños tocaban y cantaban a capela en pequeñas ferias y celebraciones, como el día de Acción de Gracias, en su natal Tulsa (Oklahoma). Grabaron versiones de canciones como "Rockin' Robin", "Splish Splash" y "Johnny B. Goode", así como material propio. Tuvieron que viajar a diferentes países del sur de América por cuestiones del trabajo de su padre, como Caripito y Punto Fijo (Venezuela), Ecuador y Trinidad y Tobago, pero después de un lapso regresaron. Su primera aparición como grupo profesional se produjo en 1992, en el Mayfest Arts Festival de Tulsa.
Los tres habían comenzado su carrera musical como pianistas, pero Isaac consiguió una guitarra de segunda mano y Zac una batería. Taylor se convirtió en el teclista de lo que comenzó como una banda en un garaje. Grabaron dos álbumes independientes: Boomerang (grabado en otoño de 1994 y lanzado en 1995) y MMMBop (lanzado en 1996). El último contenía la versión original de la canción "MMMBop", que después sería convertida en éxito internacional gracias a su álbum Middle of Nowhere.
En el festival South by Southwest (Austin, Texas), el grupo coincidió con Christopher Sabec, quien se convirtió rápidamente en su mánager. Trató de vender su material a distintas compañías discográficas, pero la mayoría lo rechazaron por considerarlo efímero o poco auténtico. La situación se prolongó hasta que Steve Greenberg, representante de Mercury Records, escuchó tocar al grupo en una feria estatal de Kansas; tras su actuación, fueron fichados por la discográfica de forma casi inmediata. Con el apoyo de Mercury Records, pronto se convertirían en un fenómeno internacional.

### Éxito comercial (1997-2000)

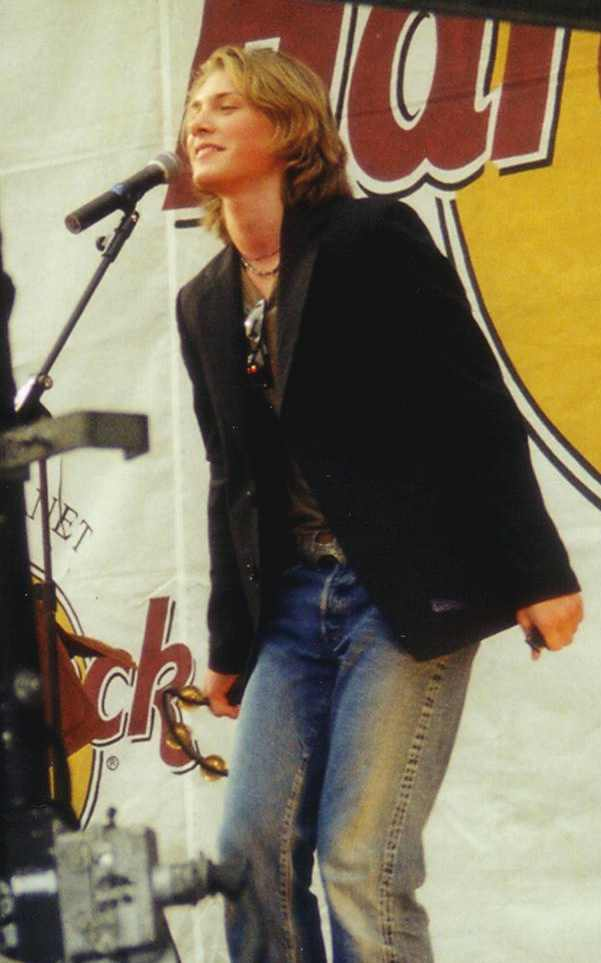
Taylor en concierto en Madrid, España, en el año 2000.

El 6 de mayo de 1997, Hanson sacó el que sería su tercer álbum de estudio y el primero con Mercury Records, Middle of Nowhere. El álbum había sido producido por los Dust Brothers y contaba con el apoyo de otros profesionales de prestigio. Su primer sencillo, "MMMBop", fue número uno y estuvo en las primeras posiciones en países como Estados Unidos, Austria, Australia, Reino Unido, Nueva Zelanda, México, Holanda, Brasil, Italia y Alemania. Se convirtió en un alegre himno pop que contrastaba con el tono agresivo o melancólico de otras canciones de éxito de la época. Hanson son, junto a Michael Jackson, los únicos en llegar al primer lugar en el US Billboard a tan corta edad. "MMMbop" se encuentra hoy elegida entre las 100 mejores canciones de los años 90.
La popularidad de Hanson se desbordó gracias a este sencillo. A este le seguirían otros como "Where's The Love", "I Will Come To You" y, ya en 1998, "Weird". En total, Middle of Nowhere logró vender 10 millones de copias en todo el mundo. El 6 de mayo fue declarado "día oficial de Hanson" ("Hanson Day") en Tulsa por el entonces gobernador de Oklahoma, Frank Keating; aunque se pretendía que este día fuese un evento único, muchos fans de Hanson continúan reconociendo el 6 de mayo como día oficial de Hanson todos los años.
Mercury Records distribuyó el primer vídeo documental de Hanson (Tulsa, Tokyo and the Middle of Nowhere) y sacó para las navidades de 1997 un disco de canciones navideñas versionadas o compuestas por los hermanos: Snowed In. Hanson también lanzó una revista para fans llamada MOE (acrónimo de "Middle Of Everywhere"), que se prolongó durante doce números.
En mayo de 1998, como respuesta a la demanda por escuchar sus temas anteriores, Hanson relanzó su anterior álbum, MMMBop, bajo el nombre de 3 Car Garage, menos cuatro canciones. Algunas de estas canciones, así como varias de Boomerang (como "Boomerang", "Rain" o "More Than Anything"), se han podido escuchar en directo o gracias a un CD de MOE enviado a miembros del club.
En 1998, el grupo fue nominado a tres premios Grammy: disco del año, mejor artista nuevo y mejor actuación pop por un dúo o grupo con vocalista. También ganó el premio Nickelodeon como mejor grupo del año. Durante el verano de 1998, Hanson estuvo de gira por EE. UU. en lo que se conoció como el Albertane Tour, tocando para una audiencia mayoritariamente juvenil. El disco en directo Live From Albertane se grabó a través de estos conciertos. El otoño siguiente aparecería su segundo vídeo documental, The Road To Albertane.
Durante esta gira, Hanson compusieron y escribieron las canciones de lo que sería su segundo gran álbum de estudio, This Time Around, aunque este no apareció hasta el año 2000. Durante este período, la discográfica del grupo, Mercury Records, se había fusionado con Island Def Jam. This Time Around contenía sencillos como "If Only" (primer sencillo en Europa), "This Time Around" (primer sencillo en Estados Unidos) y, posteriormente, "Save Me". Sin embargo, el álbum no obtuvo los resultados esperados, entre otras cosas debido a la falta de promoción. La discográfica retiró la financiación prevista para la gira de promoción del álbum, y Hanson pagó la gira en el verano y otoño de 2000 con su propio dinero.

### Carrera independiente (2001-presente)

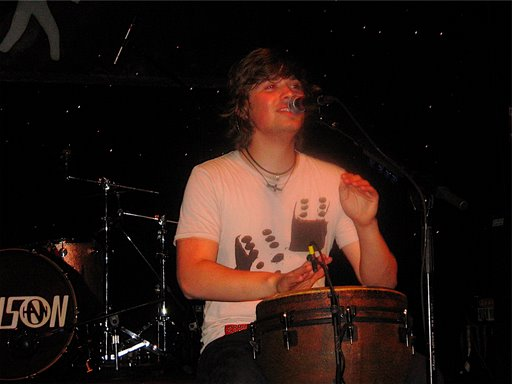
Zac en una actuación de 2008.

Después de tres años de ausencia y un largo litigio con su discográfica, descrito en el film documental Strong Enough to Break de Ashley Greyson, los hermanos dejaron Island Def Jam y decidieron rehacer sus carreras bajo un sello independiente, 3CG Records. También decidieron hacer una gira mundial en la que visitaron países como Estados Unidos, Canadá, Reino Unido, Australia, México, Brasil y Alemania. Como se desprende del documental, la principal fuente de tensión con la discográfica fue la falta de libertad creativa. 3CG Records tiene acuerdos de distribución a través de la Alianza de Distribución Alternativa en Estados Unidos, Cooking Vinyl en Europa, Sony Music en Asia y otras compañías distribuidoras en todo el mundo. Durante la disputa con su antigua discográfica, Hanson también firmó con la compañía 10th Street Entertainment, que representa a artistas como Meat Loaf y Blondie.
El primer sencillo del nuevo álbum, "Penny & Me", fue lanzado en 2004 y gozó de considerable éxito, reivindicando la popularidad de los tres hermanos. Después le seguirían "Lost Without Each Other" (2005) y "Underneath" (2005).
En el año 2005; Hanson, durante su gira "Underneath" saca un álbum de éxitos en vivo que grabaría en Mellbourne, Australia; titulado "The Best of Hanson Live & Electric", donde sacan comerciales por televisión en Estados Unidos, México y Sur América.

#### "The Walk"
En el 2006 viajan al continente africano como parte de una ayuda de ellos hacia la comunidad con VIH Sida; y los niños que no tienen los recursos suficientes para tener que vestir conforme lo podemos ver en los podcast de la banda en su página de Internet "Take The Walk".
Es en ese mismo año que Taylor, Isaac y Zac realizan con niños de la comunidad, la primera canción e introducen su último álbum titulado el sencillo "Ngi Ne Themba", que significa "tengo esperanza" en español. En entrevistas a varios medios ellos dicen que es una forma de ayudar a la comunidad más afectada del mundo y que otros artistas pongan el mismo interés de poder ayudar como ellos lo hacen. De ahí mismo los niños de aquella región colaboran en otros temas como "Great Divide" primer sencillo de esta misma producción, "Blue Sky" y "Been There Before".
La espera fue muy poca de como la vez pasada pues este entonces ya mucho más maduros. En el 2006 entran al estudio para realizar lo que sería su noveno material; esta vez iría con el título "The Walk" y su primer sencillo titulado "Great Divide" se pudo conseguir mediante iTunes a finales de ese mismo 2006.
El disco The Walk estaba programado para salir al mercado de esta forma:
Japón: 21 de febrero de 2007; Reino Unido: 30 de abril de 2007; Estados Unidos, Canadá y México: 24 de julio de 2007; Resto del mundo: 29 de julio de 2007.
Su segundo sencillo se tituló "Go" y estuvo en las primeras listas de música independiente en el Reino Unido. Hanson hace una serie de conciertos y de eventos a beneficio de la comunidad africana titulados: "The Walk Around The World Tour" y "Taking The Walk"
Taylor Hanson participó de nueva banda llamada Tinted Windows, que en 2009 publicó su primer disco homónimo.

#### Middle of Nowhere Acoustic
En el año 2007 y después de haber lanzado su reciente material discográfico "The Walk", los hermanos Hanson lanzaron un repertorio acústico celebrando los 10 años del álbum debut Middle of Nowhere, con el título Middle of Nowhere Accoustic, el cual podía ser adquirido mediante su página de Internet. Este álbum es en vivo y contiene éxitos como "Mmmbop", "Weird", y "Man from Milwaukee".

#### "Great divide", nuevo vídeo
El 20 de marzo de 2009 Hanson realiza mediante iTunes y su página oficial de videos en YouTube el nuevo video del primer sencillo del álbum The Walk, Great Divide en donde se detalla un video performance más original y con algunas escenas de lo que fue su campaña Talking The Walk. En este video se puede apreciar a los Hanson tocando sus instrumentos pero con los pies descalzos en una manera de apoyo a lo que fue su movimiento social; al mismo tiempo se puede apreciar una pantalla trasera en donde se les puede ver con la gente caminando descalzos por del mundo. Zac Hanson vuelve al aspecto que lo caracterizó por mucho tiempo, con el pelo largo.

#### Anthem, nuevo álbum y gira
El nuevo álbum de la banda tiene por nombre "Anthem" y salió al mercado el 18 de junio de 2013.
El 5 de abril, Zac Hanson reveló en el blog de su página web que tres canciones fueron eliminadas del álbum: "Nothing On Me" (cantada por Isaac), "Get So Low" (cantada por Zac) y "All I Ever Needed" (cantada por Taylor).
El primer sencillo del disco se llama "Get the Girl Back", el cual salió el 9 de abril. También anunciaron que el Anthem World Tour abarcará parte de Suramérica y Norteamérica. Comenzará el 18 de julio en Buenos Aires-Argentina, y finalizará el 20 de noviembre en Charlotte-Carolina del Norte.
El 10 de junio la banda anunció que el nuevo álbum será lanzado el 1.º de julio en Europa y el Reino Unido, y que el tour europeo comenzará el 3 de diciembre en Glasgow (Reino Unido) y finalizará el 17 de diciembre en Milán (Italia).
El listado de canciones del disco es el siguiente:
- Fired Up
- I’ve Got Soul
- You Can’t Stop Us
- Get The Girl Back
- Juliet
- Already Home
- For Your Love
- Lost Without You
- Cut Right Through Me
- Scream and Be Free
- Tragic Symphony
- Tonight
- Save Me From Myself

## Discografía

### Álbumes
1. Boomerang (1995) - álbum independiente
2. MMMBop (1996) - álbum independiente
3. Middle of Nowhere (1997)
4. Snowed In (1997)
5. 3 Car Garage (1998)
6. Live From Albertane (1998)
7. This Time Around (2000)
8. Underneath Acoustic (2003)
9. Underneath (2004)
10. Penny & Me (2004)
11. Underneath Acoustic Live (2004)
12. The Best of Hanson: Live & Electric (2005)
13. 20th Century Masters The Millenium Collection (2006)
14. The Walk (2007)
15. Middle Of Nowhere Acoustic (2007)
16. Take The Walk (2007)
17. Stand Up, Stand Up (2009)
18. Shout It Out (2010)
19. No Sleep for Banditos (2012)
20. Anthem (2013)
21. Finally It's Christmas (2017)
22. String Theory (2018)
23. Against the World (2021)
24. Red Green Blue (2022)
25. Underneath: Complete (2024)

### Sencillos
1. "MMMBop" (1997)
2. "Where's The Love" (1997)
3. "Lucy" ( 1997 )
4. "I Will Come To You" (1997)
5. "Weird" (1998)
6. "Thinking Of You" (1998) (fuera de Estados Unidos)
7. "River" (1998)
8. "This Time Around" (2000)
9. "If Only" (2000)
10. "Save Me" (2001)
11. "Penny & Me" (2004)
12. "Lost Without Each Other" (2004]
13. "Depper ft. Michelle Branch (2005) (sencillo para México)
14. "Someone (Laissons-nous une chance)" (2005) (Francia, Canadá y Reino Unido)
15. "Great Divide" (2006)
16. "Go" (2007)
17. "World's On Fire" (2009)
18. "Thinking 'Bout Somethin'" (2010)
19. "Give A Little" (2011)
20. "Get the Girl Back" (2013)
21. "I Was Born" (2017)
22. "Annalie" (2021)
23. "Don't Ever Change" (con Rick Nielsen) (2021)
24. "Only Love" (2021)
25. "Against the World" (2021)
26. "Stronger" (2021)
27. "One" (2021)
28. "Fearless" (2021)
29. "Child at Heart" (2022)
30. "Write You a Song" (2022)
31. "Don't Let Me Down" (con Zach Myers) (2022)
32. "MMMBop 2.0" (con Busted) (2023)

## Apariciones
- Last Friday Night (T.G.I.F.) Katy Perry's Music Video, 2011
- Billboard Troublemaker Cover de weezer, (2011)
- Sabrina: La bruja adolescente Episodio 25 (2000)
- Malcolm Soundtrack Smile (2000)
- Futurama (2000)
- House MD Episodio 294 Rigtone Mmmbop (2007)
- Unbelievable Owl City's Music Video (2015)